# Kateřina Bohadlová
Kateřina Bohadlová (* 17. ledna 1978 Náchod) je česká italianistka a germanistka, překladatelka a divadelní teoretička. Její další aktivity souvisí s profesionálním divadlem Geisslers Hofcomoedianten a festivalem barokního divadla, opery a hudby Theatrum Kuks.

## Život
Absolvovala Filozofickou fakultu Univerzity Karlovy v Praze, dále stáže a stipendijní pobyty na univerzitách v Essenu, Udine, Konstanzi a na římské univerzitě Univerzita La Sapienza. Specializuje se na románské literatury, především na italské divadlo (commedia dell´arte, barokní a současné divadlo). Její diplomová práce na téma Flaminio Scala a jeho Il Teatro delle Favole rappresentative v zrcadle doby získala cenu Francesca Petrarky a roku 2005 byla vydána knižně. V roce 2009 obhájila na Ústavu románských studií FF UK disertační práci o barokním divadle Astarto versus Atalanta. Heinrich Rademin, „Director Comicus” (1674–1731), v kontextu italsko-německé divadelní dramaturgie počátku 18. století.
Kromě vědecké činnosti se zabývá překládáním. Překládá především divadelní texty z italštiny i němčiny, a to od barokních her až po texty moderní a současné. Překlady barokních textů jsou určeny hlavně pro kukské divadlo Geisslers Hofcomoedianten, které se specializuje na moderní jevištní interpretaci barokních her a textů ze šporkovského období. Ze současné dramatické literatury překládá především díla generačně blízkých autorů.
Od roku 2011 působila v rámci stipendia Fulbright-Masaryk Scholarship na College of the Arts, School of Theatre and Film při Portland State University (Portland, Oregon). Přednášela zde comedii dell´arte, současné české a německé drama, režírovala tematická scénická čtení. Stala se spoluzakladatelkou a viceprezidentkou Czech School of Portland, kde učila češtinu. V říjnu 2012 byla hlavní organizátorkou turné divadla Geisslers Hofcomoedianten po USA. Od roku 2014 žije v Praze a působí jako ředitelka divadla Geisslers Hofcomoedianten, divadelní lektorka v divadle Minor a externí spolupracovnice a pedagožka DAMU. Od roku 2017 zastává funkci ředitelky festivalu Theatrum Kuks.

## Dílo

### Vlastní tvorba
- Flaminio Scala a jeho Il Teatro delle Favole rappresentative v zrcadle doby, Praha 2005.[4]
- Setkání komedie dell´arte s multikulturním prostředím Českých zemí v 16. – 18. století, publikováno ve sborníku Humanitas Latina in Bohemis, Kolín – Treviso 2007.[6]
- Kapitola o současném dramatu (úvodní stať, medailonky autorů, výběr a překlady ukázek) v antologii současné italské prózy a dramatu Hořký život, Praha 2007.[7]
- Believed Alchymist (Falešný alchymista), scénář pro převážně anglickojazyčnou inscenaci ve stylu commedie dell´arte, společně s Lucou Cairati. Premiéra v Kuksu 21. srpna 2008: Geisslers Hofcomoedianten, Kuks a Malé vinohradské divadlo, Praha.[8]
- Role komické postavy v dramatech Heinricha Rademina v kontextu kočovného divadla počátku 18. století. Divadelní revue. Praha, roč. 21 (2010), čís. 2, s. 92–104. ISSN 0862-5409.
- Gozziho šťáva z čerstvých Pomerančů. Divadelní revue. Praha, roč. 23 (2012), čís. 2, s. 146–155 (Studie o hře Carla Gozziho Láska ke třem pomerančům).
- Giovan Battista Andreini: Dvě komedie v komedii. Divadelní revue. Praha, roč. 26 (2015), čís. 2, s. 107–128 (Studie o hře italského barokního dramatika).
- Život nebo smrt současného italského divadelního textu? – studie ve sborníku Horizonty evropského dramatu, Praha 2017.[9]

### Překlady
- Johann Friedrich Jünger: Únos (1999; Die Entführung), veselohra uvedená v náchodském zámeckém divadle roku 1799, přeloženo pro Arnoldiho hereckou společnost, Náchod, jejímž pokračováním je soubor Geisslers Hofcomoedianten, Kuks (premiéra 4. listopadu 1999).[10]
- Heinrich Rademin: Atalanta aneb Pronásledování z lásky aneb Krutá královna Tegeantů s Hansvurstem (2004; Die Verfolgung aus Liebe oder Die grausame Königin der Tegeanten Atalanta mit Hans Wurscht), hauptakce napsaná v Kuksu roku 1724, přeloženo pro soubor Geisslers Hofcomoedianten, Kuks (premiéra 27. srpna 2004).[2]
- Maria Teresa Arbia: Stručná gramatika italštiny – moderní, přehledná, srozumitelná (Grammatik Italienisch kurz und bünding), Praha 2005.[11]
- Mimma Diaco, Laura Kraft: Slovesa od A do Z italština (PONS Verbtabellen Italienisch : übersichtlich und umfassend), Praha 2005.[12]
- Apostolo Zeno: Andromaché (2005; Andromaca), libreto pro operu Antonia Bioniho z roku 1730, přeloženo pro soubor Geisslers Hofcomoedianten, Kuks (premiéra 26. srpna 2005).[2]
- Anja Hilling: Monzun (2005; Monsun; 2005), scénické čtení: Divadlo Letí a Studio Damúza, Praha v Eliadově knihovně Divadla Na zábradlí, Praha 20. listopadu 2005.
- Dva věrní notáři (Li Duo fidi Notari), scénář commedie dell´arte ze sbírky Flaminia Scaly (1611), Praha 2005.[4]
- Grazio Braccioli: Tymián a Citroník (2006; Serpillo e Melisse), intermezzo z opery Antonia Bioniho Orlando furioso, uvedené v Kuksu roku 1724, přeloženo pro soubor Geisslers Hofcomoedianten, Kuks (premiéra 25. srpna 2006).[2]
- Fausto Paravidino: 2 bratři (2006; 2 Fratelli; 1998).
  - Divadlo Letí, Praha, premiéra 4. března 2006.[13]
  - OLDstars, Praha, premiéra 28. ledna 2011.[14] Obnovená premiéra pod názvem Bratři 11. dubna 2018 v H2O – bytové divadlo.
- Fausto Paravidino: Nůžky na drůbež (2006; Trinciapollo; 1996). Čestné uznání Obce překladatelů: Soutěž Jiřího Levého (15. ročník 2006 – 2007).[15]
  - Studio Studia Ypsilon, Praha, premiéra 23. března 2007.
  - Pidivadlo, Praha, premiéra 21. května 2011.
- Oskar Kokoschka: Vrah, naděje žen (2006; Mörder, Hoffnung der Frauen; 1909), přeloženo pro dílnu DAMU, Praha.
- Fausto Paravidino: Morbid (2006; Morbid; 2006), přeloženo pro Italský kulturní institut, Praha.
- Leo Birinski: Raskolnikov (2007; Raskolnikoff; 1912), tiskem: Praha 2007, scénické čtení: Ty-já-tr v Eliadově knihovně Divadla Na zábradlí, Praha 24. října 2007.[16] Plné provedení: divadlo Ty-já-tr, skupina CO?!, Praha, premiéra 11. prosince 2009.[17] Cena Evalda Schorma za rok 2007 – umístění v užším finále.[18]
- Heinrich Rademin: libreta ke třem oratoriím o svatořečení Jana Nepomuckého: Schweigendes Oraculum (1727), Joannes in Eodem (1728) a Canticum novum, non novum (1730). Přeloženo pro inscenaci Nevyslovené oraculum… souboru Geisslers Hofcomoedianten, Kuks (premiéra 25. srpna 2007).[2]
- Stefano Benni: Onehand Jack (2007; La storia di Onehand Jack; 2001). Přeloženo pro koprodukci DAMU a Paláce Akropolis, Praha (premiéra 6. dubna 2008).[2] Tiskem: Plav č. 9 / 2012.[19][20] Překlad získal Cenu Evalda Schorma za rok 2008.[21] Hra byla uvedena v rozhlasové adaptaci na stanici Vltava Českého rozhlasu (28. srpna 2015).[22]
- Marius von Mayenburg: Ošklivec (2008; Der Häßliche; 2007). Scénické čtení: Divadlo Letí, Praha v Divadle Drak, Hradec Králové (premiéra 28. června 2008) a Moravské divadlo Olomouc (premiéra 18. května 2009). Plné provedení:
  - Divadlo na Vinohradech, Praha, premiéra 13. března 2009.[23]
  - Divadlo Bez zábradlí, Praha, poprvé 12. února 2011 (pod názvem Ksicht).
  - Divadlo Josefa Kajetána Tyla, Plzeň, premiéra 8. prosince 2012 v Divadle v klubu.[24]
  - Divadlo Tramtarie, Olomouc (premiéra 14. září 2013).[25]
  - Činoherní klub, Praha (premiéra 21. září 2021).[26]
- Tři scénáře commedie dell´arte ze sbírky Flaminia Scaly (1611): Isabella má kliku (La Fortunata Isabella), Na oko bláznivá (La Finta pazza), Dryáčník (Il Cavadente), Praha 2008.[27]
- Marius von Mayenburg: Pes, noc a nůž (2009; Der Hund, die Nacht und das Messer; 2008), přeloženo pro Divadlo Tramtarie, Olomouc (premiéra 30. října 2009).[28]
- Gottfried Benjamin Hancke: Stručná a mravoučná srdcervoucí rozprava mezi Bratrem Lustigem a Poustevníkem z čarodějnického kopce... (2009; Kurz verfasste Sitten-Lehre, In einem Herz-brechenden Gespräch zwischen dem Bruder Lustig, welchen der Eremit vom Hexen-Berg besucht...; 1729). Přeloženo pro inscenaci Fitzli Putzli souboru Geisslers Hofcomoedianten, Kuks (poprvé 22. srpna 2009).[2]
- Gilles Ménage: Krásná ptáčnice (2009; La Bella Uccellatrice), přeloženo pro inscenaci Ptáčnice / Uccellatrice souboru Geisslers Hofcomoedianten, Kuks (premiéra 27. srpna 2009).[2]
- Stefano Massini: Ohlušující pach bílé (2009; L'odore assordante del bianco; 2005), inscenovaná črta: Městské divadlo Zlín (premiéra 12. března 2012).[29] Inscenace: Národní divadlo v Divadle Kolovrat, Praha, 29. května 2013. Od září 2014 byla inscenace přenesena na Novou scénu.[30][31]
- Dario Fo, Franca Rame: Alenka v říši nedivů (2010; Alice nel paese senza meraviglie; 1997).
- Oliver Kluck: Princip chaosu (2010; Das Prinzip Meese; 2009). Scénické čtení: Divadlo Letí, Praha ve Švandově divadle 10. listopadu 2010 a Národní divadlo Brno 16. dubna 2014 na Malé scéně Mahenova divadla.[32] Inscenace: Divadlo Mandragora Zlín 10. ledna 2019.
- Ana-Maria Bamberger: Portrét Donny T. (2010; Das Porträt der Donna T.; 2008). Premiéra 17. dubna 2011 na malé scéně Divadla ABC v nezávislé produkci.[33]
- Carlo Castelli: Trans-Europe-Express (2011; Trans-Europa-Express; 1967), tiskem: Plav č. 3 / 2011.[34][35]
- Bertolt Brecht: Baal (2011; Baal 1922), přeloženo pro Švandovo divadlo, Praha. Premiéra se neuskutečnila kvůli nesouhlasu držitelů autorských práv s inscenačním záměrem. V plánech divadla inscenace hry zůstala, roku 2016 byla však uvedena v klasickém starším překladu.
- Marius von Mayenburg: Perplex (2011; Perplex; 2010).
  - Městská divadla pražská, Praha, premiéra 19. listopadu 2011 v Divadle Rokoko.[36]
  - HaDivadlo, Brno, premiéra 6. prosince 2012.[37]
  - Jihočeské divadlo (Studiová scéna Na Půdě), České Budějovice, premiéra 8. října 2021.[38]
- Oskar Kokoschka: Orfeus a Eurydiké (2011; Orpheus und Eurydike; 1919).[39]
- Carlo Gozzi: Kritická analýza pohádky Láska ke třem pomerančům (2012; Analisi riflessiva della fiaba L'amore delle tre melarance; 1772), dodatečná autorská zpráva o premiéře této hry, zároveň jediný zachovaný textový zdroj pro její další inscenace a úpravy. Přeloženo pro inscenaci Láska ke třem pomerančům souboru Geisslers Hofcomoedianten, Kuks (premiéra 25. srpna 2012).[2] Tiskem: Divadelní revue č. 2 / 2012.[40] Pravděpodobně vůbec první kompletní a neupravovaný český překlad tohoto textu.
- Wolfram Lotz: Velemarš (2013; Der große Marsch; 2011), přeloženo pro HaDivadlo, Brno, premiéra 1. března 2013.[41]
- Marius von Mayenburg: Mučedník (2013; Der Märtyrer; 2011). Scénické čtení: Divadlo X 10 ve Strašnickém divadle, Praha 11. března 2014. Plné provedení:
  - Divadlo DISK, Praha, premiéra 19. září 2014.[42]
  - HaDivadlo, Brno, premiéra 14. března 2015.[43]
  - Divadlo Antonína Dvořáka, Ostrava, premiéra 6. dubna 2016 ve zkušebně. Součástí programu k inscenaci je tisková podoba scénáře.[44]
  - Divadlo Šumperk, premiéra 11. února 2017.[45]
  - OLDstars, Praha, premiéra 7. května 2017 v H2O – bytové divadlo.[46]
  - Divadlo F. X. Šaldy, Liberec – Malé divadlo, poprvé 5. října, premiéra 6. října 2017.[47]
- Giovan Battista Andreini: Dvě komedie v komedii (2014; Le due Comedie in Comedia; 1623), přeloženo pro inscenaci souboru Geisslers Hofcomoedianten, Kuks (premiéra 1. srpna 2014 v Mikulově).[2][48][49] Text vyšel jako elektronická příloha Divadelní revue č. 2 / 2015.[50]
- Heinrich von Kleist: Rozbitý džbán (2015; Der zerbrochne Krug; 1808), přeloženo pro Národní divadlo Brno, premiéra 24. dubna 2015 v Mahenově divadle. Součástí programu k inscenaci je tisková podoba scénáře.[51]
- Giovan Battista Andreini: Magdaléna lascivní a kajícná (2015; La Maddalena lasciva e penitente; 1652), přeloženo pro inscenaci souboru Geisslers Hofcomoedianten, Kuks (premiéra exteriérové verze 5. září 2015 v Květné zahradě[52] v Kroměříži a interiérové verze 12. prosince 2015 ve Vile Štvanice[2][53] v Praze).
- Isabella Andreini: V borůvčí (2017; La Mirtilla; 1588), rešerše původního scénáře pro inscenaci souboru Geisslers Hofcomoedianten, Kuks (poprvé 13. srpna 2017 v zámeckém divadle ve Valticích, premiéra exteriérové verze 23. srpna 2017 na nádvoří Hospitalu Kuks a interiérové verze 1. října 2017 ve Vile Štvanice[2][54] v Praze).
- Giuseppe Adami a Renato Simoni: Turandot (2020; libreto k opeře Giacoma Pucciniho; 1926). Přeloženo pro Národní divadlo, Praha, premiéra 23. ledna 2020.[55]
- Michelangelo Zeno: Švábi (2020; Blatte 2018). V rámci projektu Fabulamundi.[56]
- Pier Lorenzo Pisano: Jen pro tvé dobro (2020; Per il tuo bene 2018). V rámci projektu Fabulamundi.[57]
- Heinrich Rademin: Římská Lukrécie (2021), libreto k parodické opeře Die Römische Lucretia (1731). Přeloženo pro inscenaci souboru Geisslers Hofcomoedianten, Kuks a Praha (koncertní provedení 25. srpna 2021 na nádvoří Hospitalu Kuks, premiéra 2. září 2021 ve Vile Štvanice).[58]
- Bertolt Brecht: Matka Kuráž a její děti (2021; Mutter Courage und ihre Kinder 1939). Přeloženo pro Městská divadla pražská, premiéra 11. září 2021 v Divadle ABC.[59]

### Režie
- Marius von Mayenburg: The Ugly One (Ošklivec). Scénické čtení: Studio Theatre, Portland State University (Portland, Oregon), premiéra 7. února 2013.[60]
- Anna Saavedra: A Secret Message from the Mother Planet / Mamma Guerilla (Tajná zpráva z planety matek / Mamma Guerilla). Scénické čtení: Studio Theatre, Portland State University (Portland, Oregon), premiéra 16. ledna 2014.[61]
- Davide Carnevali: Variations on Kraepelin's Model, or the semantic field of rabbit stew (Variace na Kraepelinův model, aneb sémantické pole králičího ragú). Scénické čtení: Studio Theatre, Portland State University (Portland, Oregon), premiéra 22. května 2014.[61]

### Divadelní role

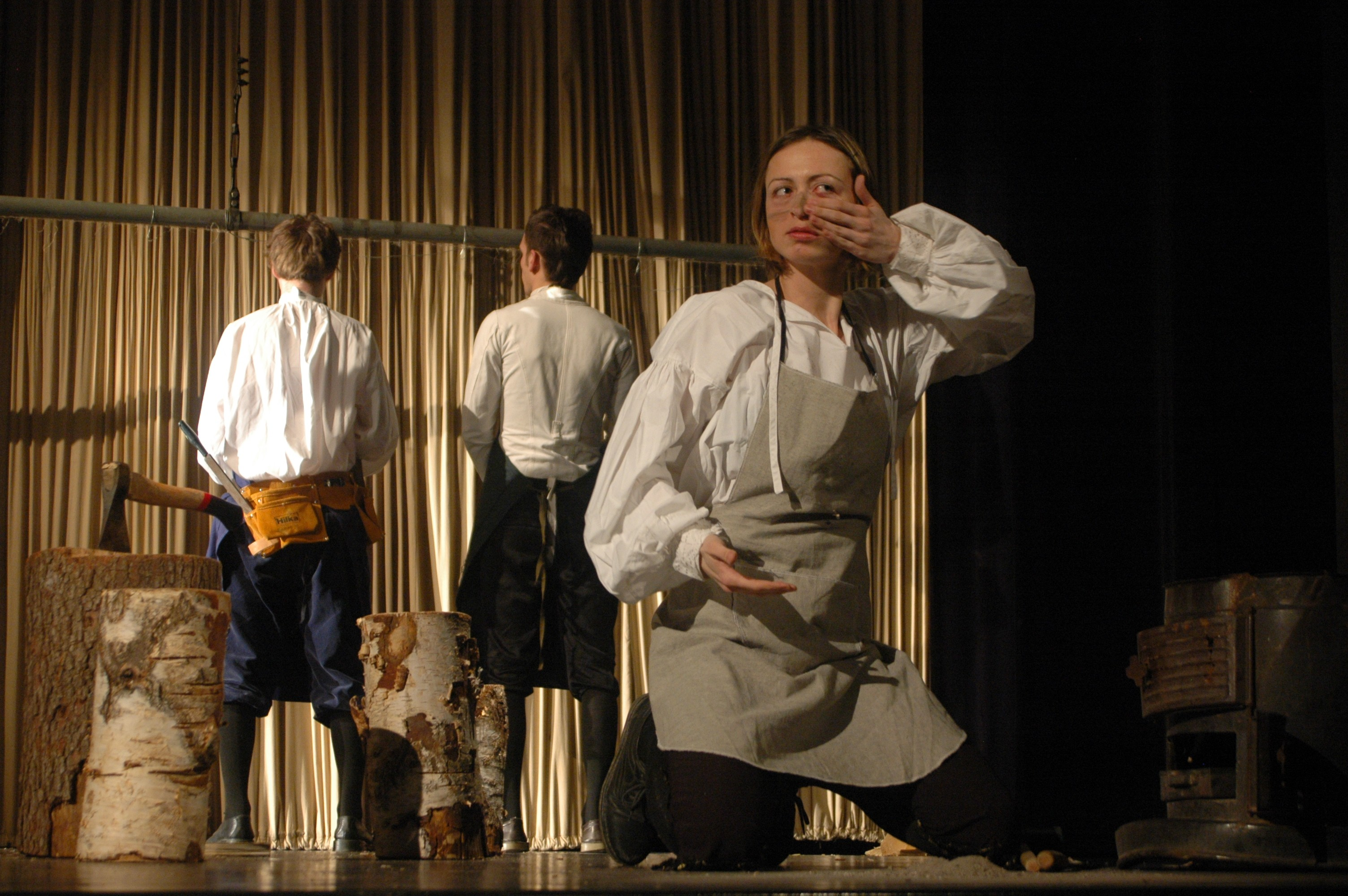
Kateřina Bohadlová v titulní roli obnovené inscenace Andromache – Geisslers Hofcomoedianten, 2008.

- Johann Friedrich Jünger: Únos – Arnoldiho herecká společnost, Náchod, premiéra 4. listopadu 1999, později Geisslers Hofcomoedianten, Kuks, role Henrieta von Sachau.
- Johannes Riemer / Heinrich Rademin: Amor Tyran aneb Harlekýn veselý advokát – Geisslers Hofcomoedianten, Kuks, premiéra 22. srpna 2002, role Achiluše.
- A. Foster: Škola Kristova a škola Světa – Geisslers Hofcomoedianten, Kuks, premiéra 22. srpna 2003.
- Gottfried Benjamin Hancke: Pasquinus a Marforio vezou Herkomanna do podsvětí – Geisslers Hofcomoedianten, Kuks, premiéra 22. srpna 2003.
- Heinrich Rademin: Atalanta aneb Pronásledování z lásky aneb Krutá královna Tegeantů s Hansvurstem – Geisslers Hofcomoedianten, Kuks, premiéra 27. srpna 2004, role Icilio.
- Apostolo Zeno / Antonio Bioni: Andromaché – Geisslers Hofcomoedianten, Kuks, premiéra 26. srpna 2005, role Andromaché.
- F. A. Defrain: Basilisco di Bernagasso aneb Nevděk světem vládne – Geisslers Hofcomoedianten, Kuks a Malé vinohradské divadlo, Praha, premiéra v Kuksu 24. srpna 2006, role Pantalone.
- Grazio Braccioli: Serpillo a Melissa aneb Tymián a Citroník rande show – Geisslers Hofcomoedianten, Kuks, premiéra 25. srpna 2006, role Slepá maskérka.
- Heinrich Rademin: Nevyslovené oraculum aneb Výmluvná mlčenlivost aneb Ani muk! Nepomuk! – Geisslers Hofcomoedianten, Kuks, premiéra 25. srpna 2007, role Oheň.
- Luca Cairati a Kateřina Bohadlová: Believed Alchymist (Falešný alchymista) – Geisslers Hofcomoedianten, Kuks a Malé vinohradské divadlo, Praha, premiéra v Kuksu 21. srpna 2008, role Pantalone.
- Dominique (vlastním jménem Pierre Biancolelli) a Jean-Antoine Romagnesi: Hráč / Le Joueur – Geisslers Hofcomoedianten, Kuks, premiéra 23. srpna 2008, role Muzikantka.
- Fitzli Putzli – Geisslers Hofcomoedianten, Kuks, poprvé 22. srpna 2009, role Kateřina Pomluvná.
- Gilles Ménage: Ptáčnice / La Bella Uccellatrice – Geisslers Hofcomoedianten, Kuks, premiéra 27. srpna 2009, titulní role.
- Molière / Petr Hašek: Lakomec – Geisslers Hofcomoedianten, Kuks, premiéra 28. března 2010 v Žižkovském divadle Járy Cimrmana, Praha, role Elisa.[2]
- Edmund Kampián: Ambrosia – Geisslers Hofcomoedianten, Kuks, premiéra 26. srpna 2010 v kostele sv. Anny, Žireč, role V. herecký exponát – dell´artovský (Ambrož zabrání císaři ve vstupu do baziliky).[2]
- Dušan Hübl: Olga Barényi: Zde jest vše marné? – Nezávislá produkce, premiéra 31. října 2015 ve Vile Štvanice, Praha, role 3.[62]
- Helena Koblischková / David Hlaváč: Jedem s medem – Geisslers Hofcomoedianten, Kuks a Praha, poprvé 27. července 2019, více rolí.[2]

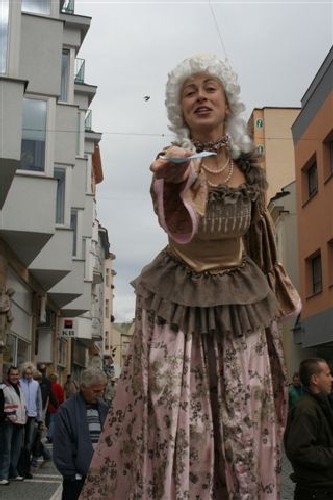
Kateřina Bohadlová na festivalu pouličního divadla Na dlažbě v Náchodě, 2005.
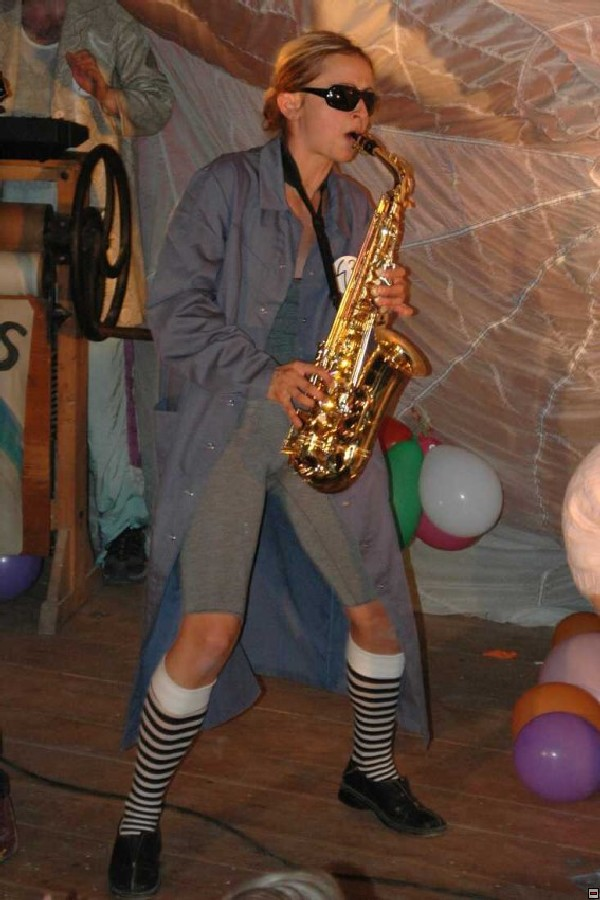
Kateřina Bohadlová jako Slepá maskérka v inscenaci Tymián a Citroník rande show – Geisslers Hofcomoedianten, 2006.
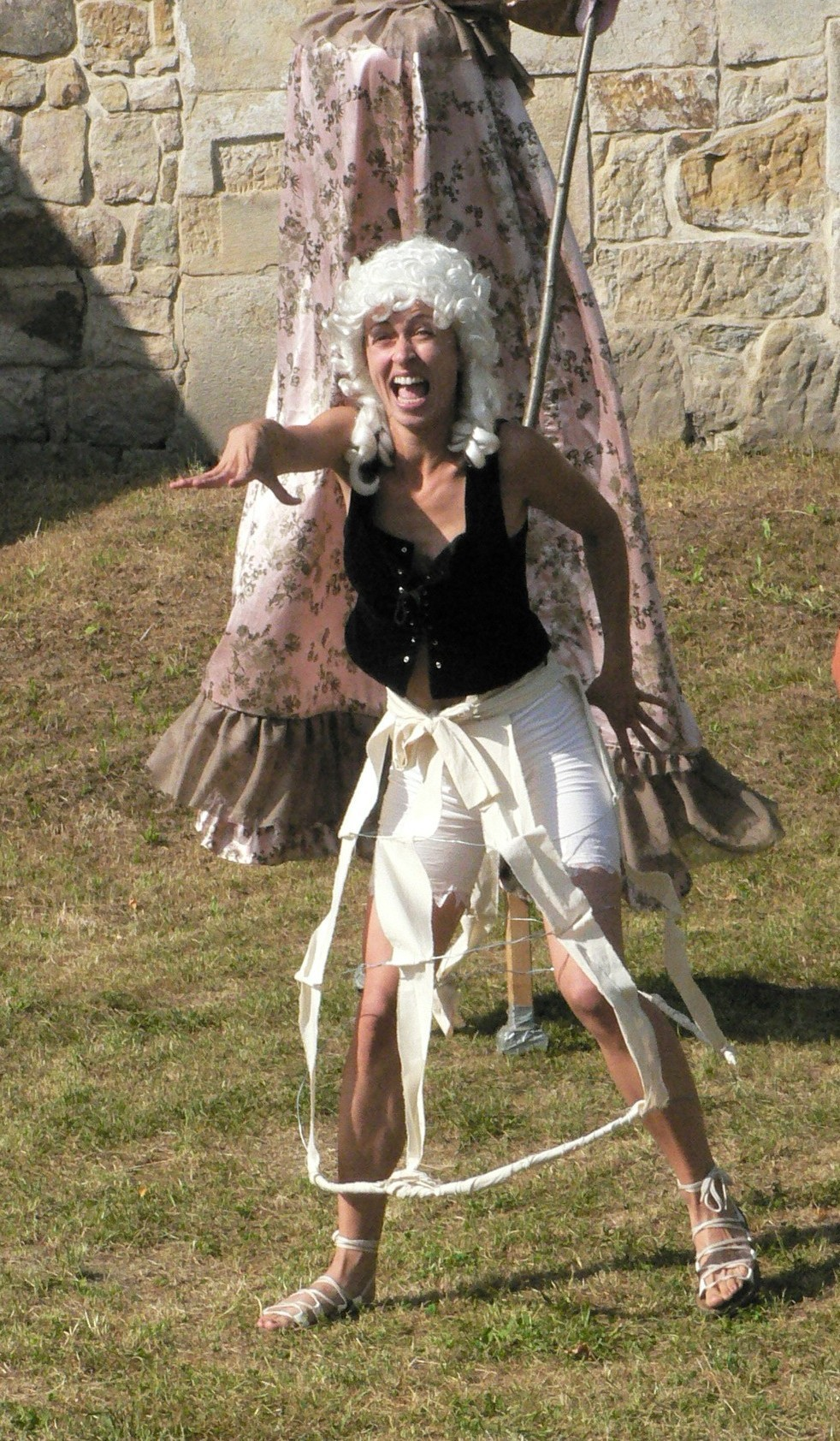
Kateřina Bohadlová v titulní roli inscenace Ptáčnice / Uccellatrice – Geisslers Hofcomoedianten, 2009.
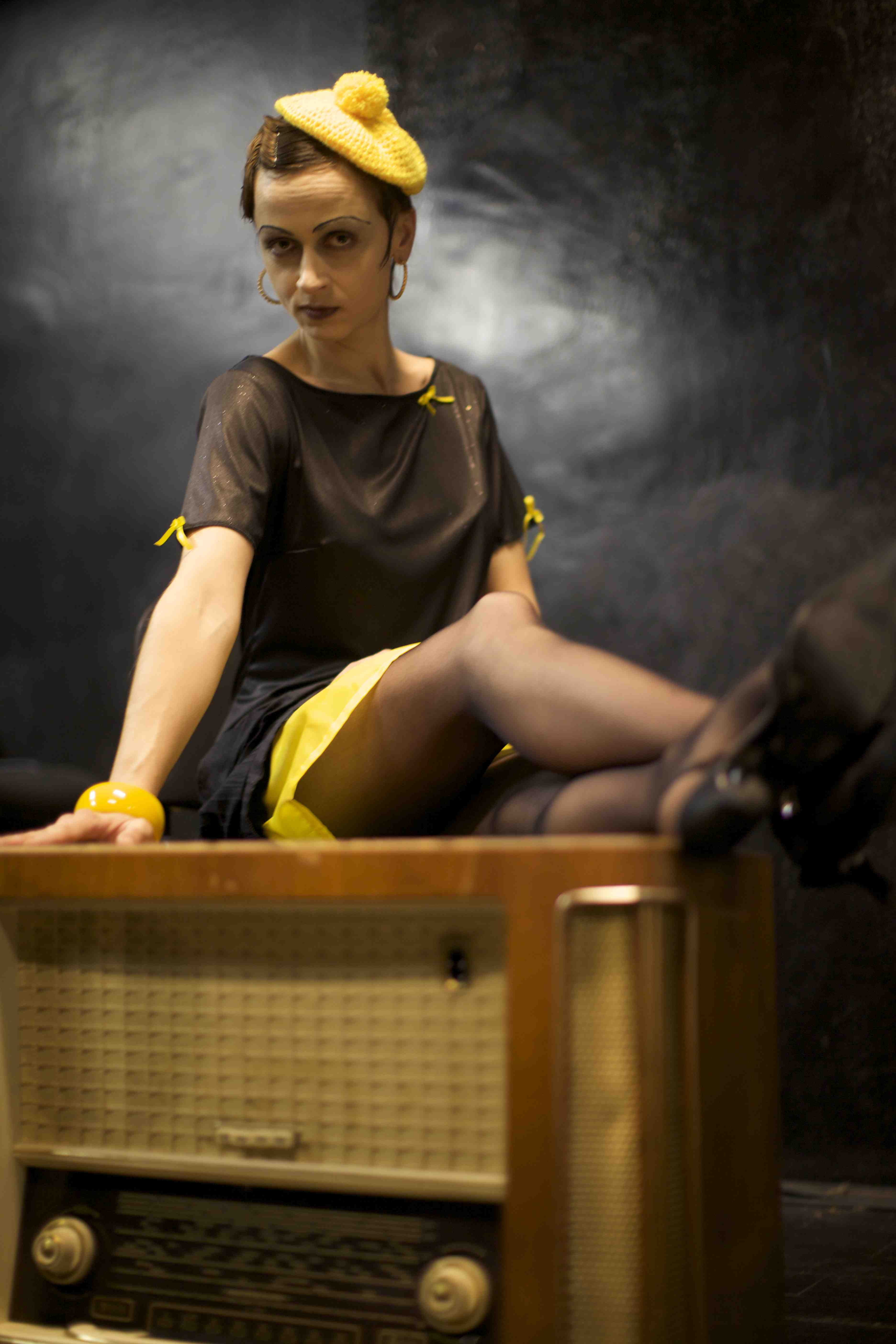
Kateřina Bohadlová jako Elisa v inscenaci Lakomec – Geisslers Hofcomoedianten, 2010.
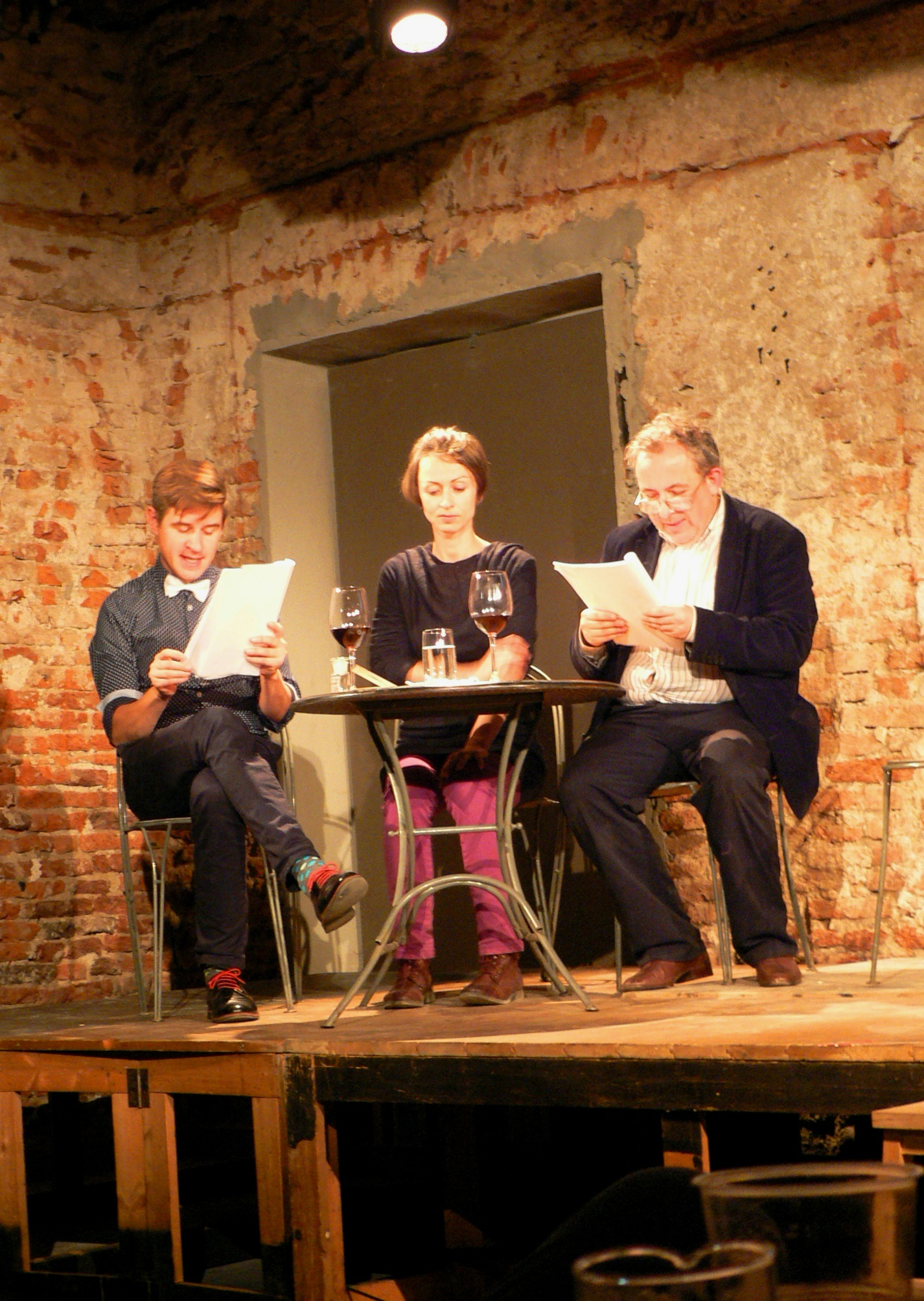
Kateřina Bohadlová (uprostřed) při scénickém semináři Olga Barényi: Zde jest vše marné? ve Vile Štvanice, Praha 31. října 2015.